# Стрига (посёлок)
Стрига — посёлок в Великоустюгском районе Вологодской области.
Входит в состав Юдинского сельского поселения, с точки зрения административно-территориального деления — в Юдинский сельсовет.
Расстояние по автодороге до районного центра Великого Устюга — 2,1 км, до центра муниципального образования Юдино — 3 км. Ближайшие населённые пункты — Юдино, Аксеново, Петровская, Коробово, Галкино, Сереброво, Шатрово, Журавлево, Никулино, Коробейниково, Сотниково.
По переписи 2002 года население — 423 человека (215 мужчин, 208 женщин). Преобладающая национальность — русские (94 %).